# Computação cognitiva
A computação cognitiva (CC) é a utilização da inteligência computacional (IC) para auxiliar
na tomada de decisão humana, caracterizada por capacidades não-supervisionadas de aprendizado e interação em tempo real.
Calcada na IA e no processamento de sinais,
os sistemas de CC abrangem aprendizado de máquina, inferência automatizada, processamento de linguagem natural, reconhecimento de fala,
visão computacional (e.g. reconhecimento de objetos),
e HCI.

## Características gerais
Há dissenso na definição de CC, seja na academia ou na indústria,
mas em geral o termo se refere à hardware ou software inspirado
no cérebro ou mente humana
(um traço de computação natural característico da IC)
para suporte à tomada de decisão realizada por humanos.
Neste sentido, a CC se aproxima especialmente da cognição humana,
sendo modelada pelo e modelando o comportamento humano através
de estimulos potencialmente também utilizados por humanos
(e.g. processamento de espectro audível e visível).
As aplicações reunem análise de dados com interfaces adaptativas de usuário (adaptive user interface, AUI) para especialização em audiências e contextos e buscam afetividade e influência por projeto (design).

 (2004) e ajudam a aperfeiçoar a tomada de decisão humana.
Algumas características de CCs:
- Adaptação: aprendizado online com dados (e.g. de sensores) e modelos (objetivo, requisitos), potencialmente em tempo real.[12]
- Interatividade: coforto e facilidade para o usuário. Podem interagir com sensores e outros dispositivos (veja IoT), serviços em nuvem e outras pessoas.
- Iteratividade e persistência: podem iterativamente realizar buscas perante interação com o usuário ou outro sistema.
- Considera contexto: potencialmente identificam e extraem elementos contextuais tais como significado, sintáxe, tempo, localização, etc., potencialmente via dados ligados na web semância. Podendo recorrer a múltiplas fontes de informação, incluindo estruturada (e.g. RDF) e não estruturada (e.g. input visual/luz e auditivo/som, texto e hipertexto).[13]

## Analítica cognitiva
Plataformas de CC são tipicamente especializadas em big data,
i.e. na análise/mineração de grandes quantidades de dados não estruturados.
É característica da IC o aprendizado não-supervisionado (i.e. ou com ênfase em, ou semi-estruturado),
permitindo que documentos de texto, áudio, imagem, video,
muitas vezes formando estruturas de dados elaboradas como na análise de redes sociais,
sejam utilizados sem etiquetação prévia.
Esta não-necessidade de etiquetação é apontada como a principal vantagem
da Analítica Cognitiva (AC) sobre métodos tradicionais de big data.
Outras características da AC incluem:
- Adaptação: a diferentes contextos, com supervisão humana minimizada, via inteligência computacional.
- Interatividade de língua natural: realizada através de um bot,[16] paradigmaticamente.

A analítica cognitiva pode interfacear com o usuário através
da analítica audiovisual para saída (entrada para o sistema-usuário),
processamento de sinais para entrada (saída para o sistema-usuário),
e inteligência computacional (IC) para análise e tomada de decisão.

## Complexidade
A lida com sistemas reais usualmente implica na lida com sistemas complexos, i.e. constituídos de diversas
partes que, em conjunto, apresentam comportamento emergente.
Sistemas complexos, em especial as redes complexas, tendem a apresentar
distribuições sem escala (também 'livres de escala' ou 'de escala livre').
Há muitas outras não-linearidades, transições de fase, e clusterizaçòes
pouco intuitivas, fractalidades, propriedades caóticas, em sistemas complexos, sejam eles
livres ou não de escala (i.e. apresentando ou não uma lei de potência na
distribuição de conectividade).
A teoria promovida pelo SFI
(o Santa Fe Institute promove a pesquisa
em complexidade desde a década de 1980)
assume que um sistema complexo
possui definições não consensuais.
Que, são constituídos de diversas partes e
apresentam comportamento emergente,
e possuem uma combinação destas características:
comportamento adaptativo, processam informação, podem se reproduzir, são integrados a outros sistemas complexos, é integrado em si.
Veja a nota lúdica sobre IC para uma reflexão tecnológica e filosófica.
Neste sentido, no contexto atual (março, 2018), o big data encontra a computação cognitiva, e chega ao nosso cotidiano via a IoT, de forma a evidenciar, reforçar, erigir, ou destruir sistemas complexos.

## Computação natural
A computação natural contribui para a CC principalmente
com os algoritmos bioinspirados
capazes de aprendizado e predição superior ou complementar à inferência bayesiana,
Possuem uma valoração (de mercado, conceitual, acadêmica, artística)
inerente à transdisciplinaridade e trato de conceitos como vida e inteligência.

## Inferência bayesiana (IB)
A IB fornece baselines informativas
e com resultados competitítveis para o reconhecimento de padrões e para a IC em geral (inclusive de computação natural.
Ou seja, são fundamentais para referência na interpretação
da IC aplicada na CC, e são utilizadas na prática para aprendizado e tarefas como classificação e regressão, em casos supervisionados e não-supervisionados.
A IB é canônica na análise de dados (observação de fenômenos reais)
e na tomada de decisão subsequente e apropriada.
Complementam, monitoram, dão suporte, à computação natural
na otimização

## Web semântica
Fornece os protocolos, emitidos como recomendações pela W3C,
para dados ligados (RDF), com ontologias (OWL) e vocabularios (SKOS):
- permitem a utilização de diversas fontes (interoperatividade de protocolo através de namespaces e RDF), fornecendo contexto de big data.
- bancos de conhecimento ligado humano são usados para obter contexto por muitos aplicativos de CC.[27]
- Os conceitos são mal definidos, e imprecisão semântica é canonicamente tratada com lógica difusa na inteligência computacional.

## Transparência pessoal e coletiva
A transparência pessoal advoca a abertura de nossos sensores
(e.g. dos celulares) para acesso público,
e que a privacidade seja alocada para ocasiões específicas,
não para o modus operandi padrão.
Por exemplo, pode-se deixar o áudio, capturado por um microfone arbitrário,
em streaming 100% do tempo para audição via Webrádio gratuita online.
Faz-se necessária a identificação de eventos de interesse dada a quantidade
de dados pouco informativos.
É também possível a localização dos eventos, especialmente se houver dois ou
mais microfones em um mesmo sistema.
Estes paradigmas de transparência pessoal foram sugeridos para
cargos de responsabilidade, como políticos,
e tem encontrado também respaldo na sociedade civil para compartilhar
e documentar processos, de forma a monitorar os próprios esforços,
trabalhar em equipe de forma assíncrona e distribuída geograficamente,
comprovar dedicações para academia e indústria.
Outras aplicações da transparência pessoal já pode ser compreendida como
transparência coletiva:
câmeras e microfones abertos e publicamente acessíveis online,
ao vivo e por histórico, nas instâncias publicas, principalmente as
de maior responsabilidade.
A segurança é um dos principais argumentos para a transparência pessoal
e transparência coletiva, já que
desencoraja ameaças e achocamento.
A CC é crucial para tais transparências para permitir análise ou mesmo a navegação
do big data resultante.

## Cidades inteligentes
A CC é componente das cidades inteligentes, fornecendo análítica cognitiva e tomada de decisão
com aspectos não-supervisionados e em tempo real,
com resultados experimentais ou de indicadores sociais na distribuição e economia de recursors
e na qualidade de vida em geral.

## Técnicas
- Reconhecimento de fala
- Análise de sentimento
- Detecção de face
- Avaliação de risco
- Detecção de fraude
- Recomendações comportamentais, tais como especificadas via ontologias OWL e vocabulários SKOS na web semântica